# John Kiffmeyer
John Kiffmeyer (även känd som Al Sobrante), född 1969 i Kalifornien, var bandet Sweet Children och Green Days ursprungliga trummis. Han lämnade dock bandet efter att gruppen släppt samlingsalbumet 1,039/Smoothed Out Slappy Hours 1990. Detta var innan Green Days stora genombrott. Anledningen var att Kiffmeyer ville studera heltid på college istället.
Kiffmeyers efterträdare blev Tré Cool, som är kvar i bandet än idag.
Kiffmeyer var under sin Green Day-period inte bara trummis, utan han var även bandets manager som bokade spelningar och han ansvarade över att locka fans till Green Day.
Artistnamnet Al Sobrante fick Kiffmeyer av sina vänner; det refererar till El Sobrante, området där han föddes. El Sobrante ligger i Kalifornien.
Kiffmeyer bor numera i San Francisco med sin fru Greta, och han har lagt musikkarriären på hyllan.